# Masakra w Malmedy

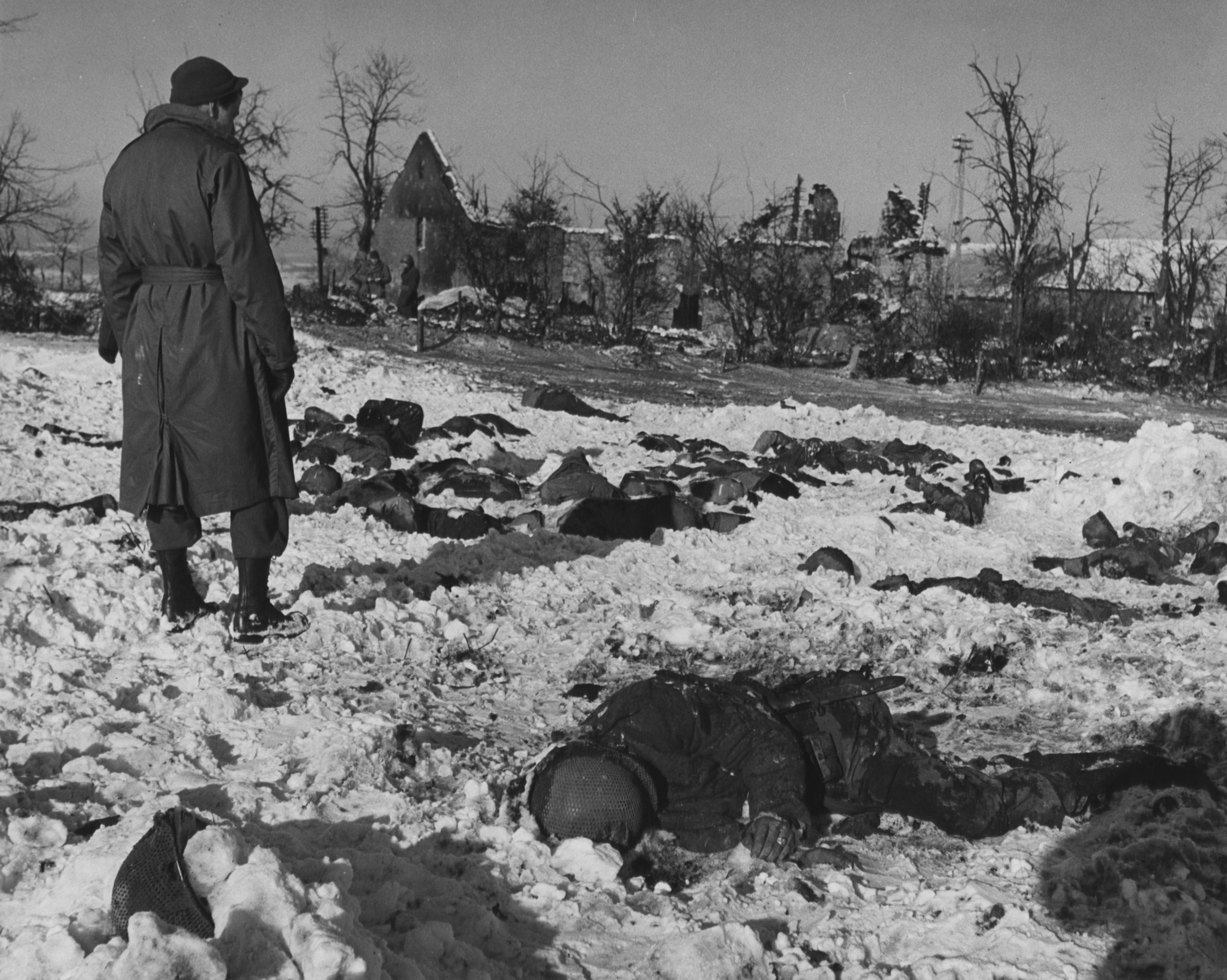
Ciała ofiar odkryte przez amerykańskiego żołnierza

Masakra w Malmedy – zbrodnia wojenna popełniona na amerykańskich jeńcach wojennych i miejscowych cywilach przez zgrupowanie Waffen-SS w dniach 17–20 grudnia 1944 roku w okolicach Malmedy w Belgii (prowincja Liège). Zdarzenie to miało miejsce w czasie niemieckiej ofensywy w Ardenach.

## Masakra w Baugnez
Do największej masakry jeńców doszło w pobliżu skrzyżowania niedaleko wioski Baugnez, na trasie między Malmedy a miejscowością Ligneuville (ze skrzyżowania bliżej jest do Ligneuville).
Nacierająca w sektorze północnym, w kierunku zachodnim, grupa bojowa Peipera („Kampfgruppe Peiper”) utworzona z elementów 1 Dywizji Pancernej SS „Leibstandarte SS Adolf Hitler” (LSSAH), wchodzącej z kolei w skład I Korpusu Pancernego SS, pod dowództwem SS-Obersturmbannführera Joachima Peipera, około godziny 12:30 w dniu 17 grudnia 1944 natknęła się na amerykański oddział z 285 Polowego Batalionu Obserwacyjnego Artylerii Polowej, który zmieniał miejsce dyslokacji. Amerykanie dostali w drodze do Sankt Vith wiadomość, że w okolicy działa silna jednostka niemiecka, ale postanowili zaryzykować i nie pojechali objazdem, który umożliwiłby im uniknięcie spotkania z „Kampfgruppe Peiper”. Siły niemieckie były wyposażone w czołgi (w tym ciężkie Panzerkampfwagen VI B Tiger II), Amerykanie natomiast poruszali się lekkimi samochodami terenowymi i ciężarówkami w liczbie około 30 pojazdów i nie posiadali broni przeciwpancernej. Wskutek niemieckiego ostrzału kolumna amerykańska została zatrzymana, zniszczone zostały jedynie cztery ciężarówki. W trakcie krótkiej walki zginęło trzech żołnierzy amerykańskich.
Około 120 żołnierzy zostało rozbrojonych i ustawionych w otwartym polu w pobliżu skrzyżowania dróg, a do pilnowania grupy pozostawiono kilkunastu niedoświadczonych wartowników. W niejasnych okolicznościach celowniczy czołgu Panzerkampfwagen IV o numerze 731, rumuński volksdeutsch, SS-Rottenführer Georg Fleps, wychylił się z wieży przejeżdżającego czołgu i otworzył ogień z pistoletu do Amerykanów. Jeńcy rzucili się wówczas do ucieczki i zaczęli szarpać z wartownikami, a wówczas przejeżdżający drogą żołnierze „Kampfgruppe Peiper”, otworzyli do nich ogień. Część Amerykanów zdołała uciec do lasu: od 43 do 56 z nich dotarło do linii alianckich, niektórzy z pomocą ludności belgijskiej. Niemcy ruszyli w pościg za uciekinierami. Kilku z nich ukryło się w kawiarni. Budynek został podpalony przez niemieckich żołnierzy w celu zmuszenia żołnierzy do ucieczki. Po opuszczeniu budynku Niemcy zastrzelili wszystkich, którym udało się tam ukryć.
Nie jest znana dokładna liczba zabitych – Niemcy podali liczbę 20 zabitych, belgijscy cywile – 30–35, Amerykanie zaś – 84. Odnaleziono łącznie 86 ciał na miejscu masakry i w pobliżu: 74 znalezione 14–15 stycznia 1945 (do tej pory teren ten stanowił ziemię niczyją) oraz 12 kolejnych, znajdywanych w ciągu następnych tygodni, jednakże Amerykanie podliczyli jako ofiary również jeńców zmarłych z ran i odmrożeń w szpitalach.
Pierwsi jeńcy zostali odnalezieni przez amerykańskie patrole 291 Inżynieryjnego Batalionu Bojowego już dwie godziny po masakrze. Wieczorem tego samego dnia członkowie wywiadu VIII Korpusu poinstruowali pierwszych 21 ocalałych jeńców, jakie mają złożyć zeznania. Relacje miały dowieść, że Niemcy z rozmysłem dokonali mordu na amerykańskich jeńcach, a następne ograbili ich zwłoki. W styczniu 1945 stwierdzono, że odnalezione ciała kilkudziesięciu zamordowanych mają rany postrzałowe głowy dokonane bronią krótką z bliskiej odległości lub czaszki rozbite kolbami karabinów. Autopsja wykazała, że czterem ofiarom wykłuto oczy przed śmiercią; wielu żołnierzy próbowało w momencie śmierci chronić twarz przed uderzeniem bądź strzałem z bliskiej odległości.

## Inne zbrodnie

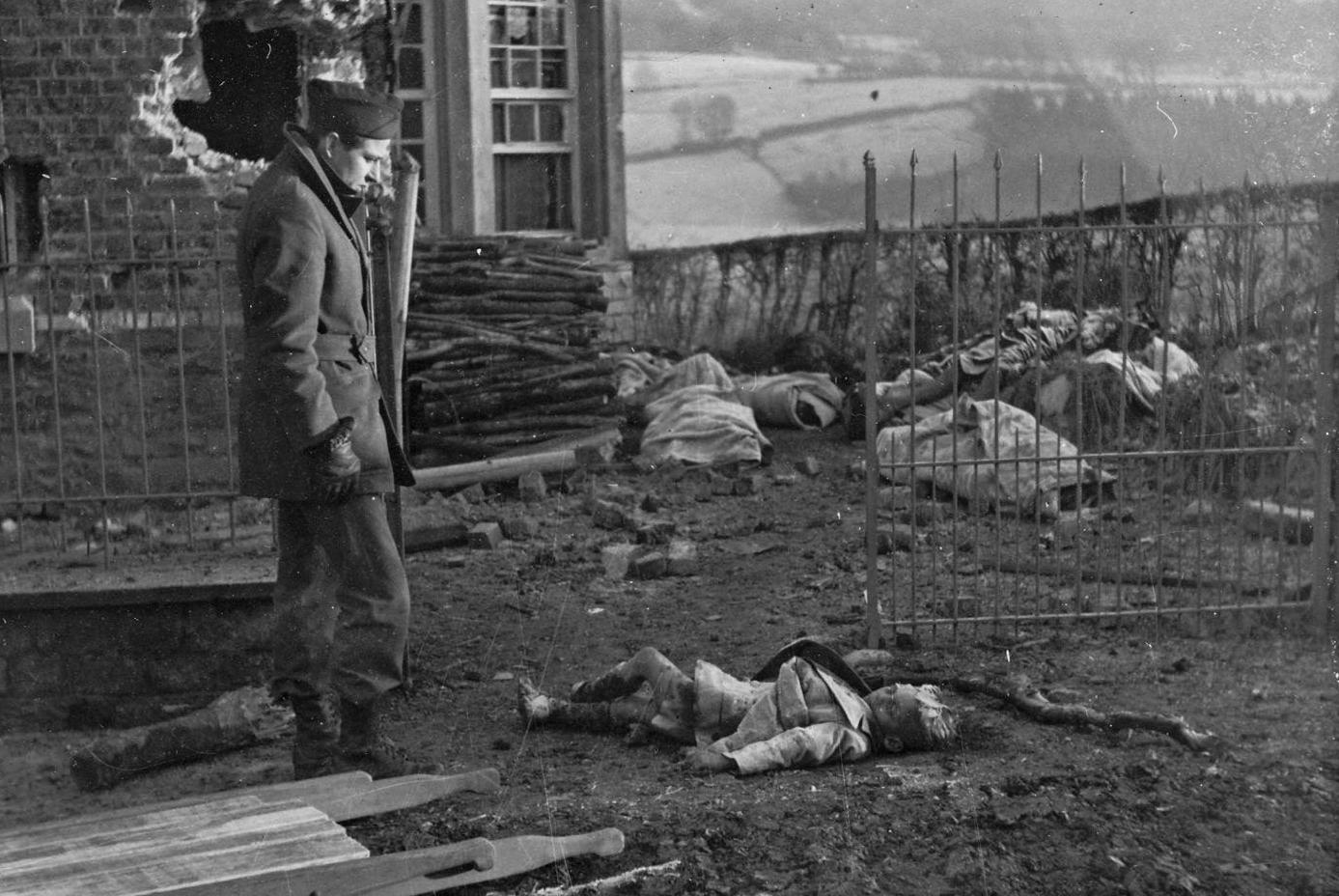
Reporter wojenny Jean Marin ogląda zwłoki cywilów pomordowanych 19 grudnia 1944 w miasteczku Stavelot

Według ustaleń komisji Senatu Stanów Zjednoczonych, ofiarą „Kampfgruppe Peiper” padło w tych dniach łącznie 362 jeńców amerykańskich oraz 111 belgijskich cywilów.
| Miejsce mordu | Jeńcy wojenni | Cywile |
| ------------- | ------------- | ------ |
| Honsfeld      | 19            |        |
| Büllingen     | 59            | 1      |
| Baugnez       | 86            |        |
| Ligneuville   | 58            |        |
| Stavelot      | 8             | 93     |
| Cheneux       | 31            |        |
| La Gleize     | 45            |        |
| Stoumont      | 44            | 1      |
| Wanne         |               | 5      |
| Trois-Ponts   | 11            | 10     |
| Lutrebois     |               | 1      |
| Petit Thier   | 1             |        |

## Proces

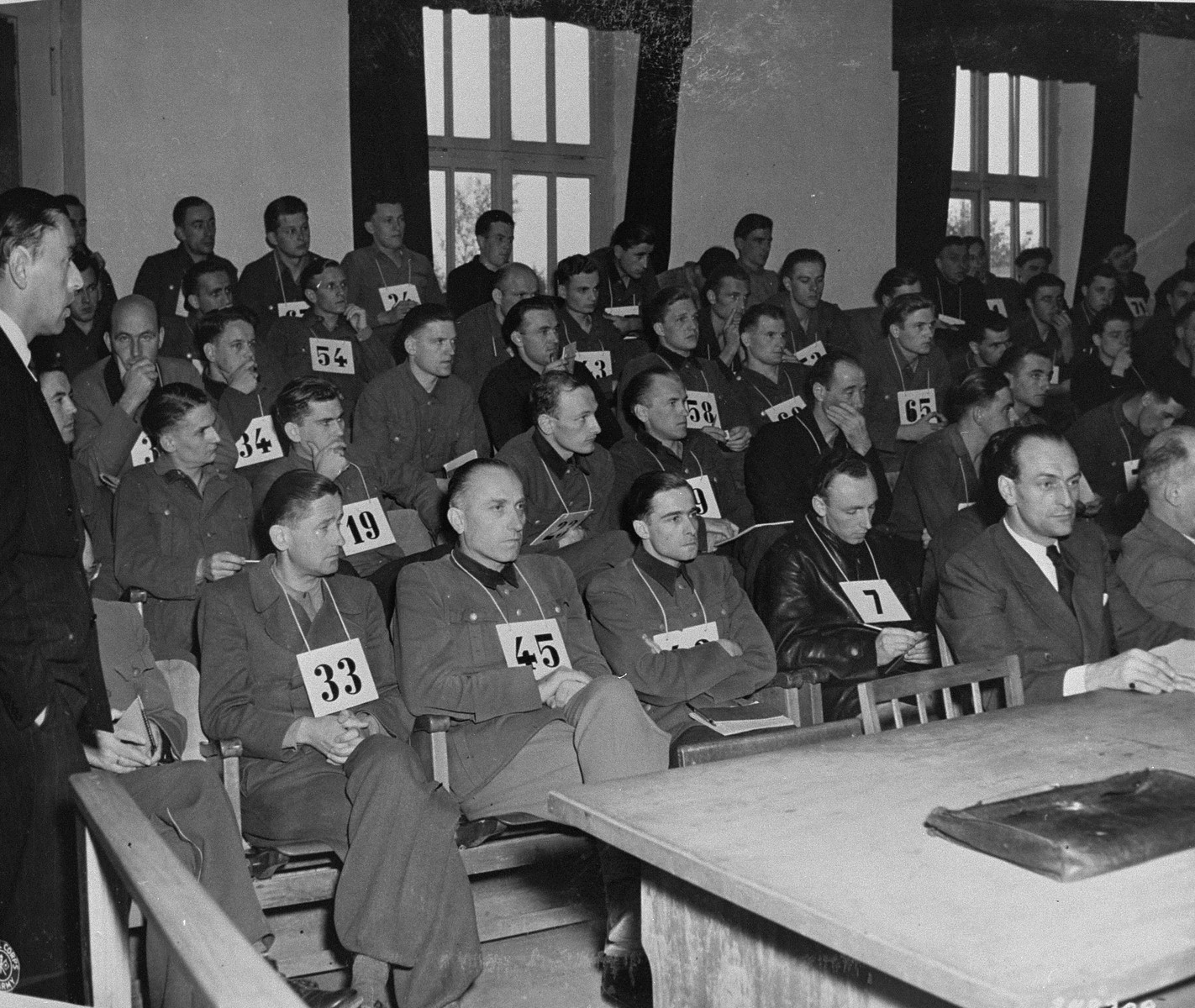
Proces sprawców masakry

W kwietniu 1946 odbył się w Dachau przed amerykańskim sądem wojskowym proces dowódcy dywizji LSSAH Josefa „Seppa” Dietricha, dowódcy „Kampfgruppe Peiper” Joachima Peipera i ich podkomendnych ujętych przez siły alianckie. Peipera i 42 oskarżonych skazano na karę śmierci przez powieszenie.
Po przegranym procesie i nieskutecznej apelacji do Sądu Najwyższego w 1948 amerykański adwokat esesmanów Willis Everett uruchomił kampanię prasową i polityczną, która przy poparciu m.in. senatora McCarthy'ego, sędziego Edwarda Van Rodena, kwakierskiej organizacji National Council for Prevention of War (NCPW), magazynu The Progressive, dwóch niemieckich biskupów i środowisk byłych nazistów podważała sprawiedliwość wyroku. Sam Peiper nie przyłączył się do rozpatrzonych w procesie skarg podkomendnych na rzekome maltretowanie w śledztwie i skomentował je prywatnie jako zdradę. Choć żadna z komisji powołanych do zbadania zarzutów nie znalazła podstaw, by unieważnić śledztwo, a kolejni dowódcy EUCOM podtrzymywali słuszność werdyktu z 1946, kara dla Peipera została w 1951 z pobudek politycznych (celem ocieplenia stosunków z RFN w okresie wojny koreańskiej) zamieniona na dożywotne więzienie, a następnie skrócona. W zabiegi o złagodzenie wyroku dla Peipera angażował się Heinz Guderian, główny twórca mitu czystego Wehrmachtu.
W kampanię propagandową rozpętaną przez Everetta, McCarthy'ego i Van Rodena wpleciony był motyw żydowskiego spisku odwetowego przeciw pokonanym Niemcom wśród śledczych armii USA. Prowodyrzy kampanii krytykowali proces jako przejaw sprawiedliwości dyktowanej przez zwycięzców. Według fałszywego oskarżenia przekazanego do prasy przez Van Rodena podsądni z Waffen-SS byli torturowani przez śledczych kopniakami w jądra, jednak żadne oświadczenie o tej treści nigdy nie wpłynęło do obrony. W świetle relacji ocalałego z masakry amerykańskiego żołnierza w ten właśnie sposób ludzie z oddziału Peipera sprawdzali, który z postrzelonych jeńców jeszcze żyje. W nowych zeznaniach składanych już po procesie skazani przypisywali śledczym charakterystyczne groźby: "jeśli nie będziecie pisać, zmiażdżymy wam jądra tak jak w obozach koncentracyjnych". Końcowy raport komisji senatu USA w 1949 orzekł, że traktowanie niepotwierdzonych oskarżeń pochodzących od zbrodniarzy wojennych i byłych nazistów jak faktów podkopało autorytet Stanów Zjednoczonych w Niemczech i zaszkodziło sprawie pokoju.
Peiper został przedterminowo zwolniony z więzienia w 1956. W 1976 zginął w swoim domu we Francji z rąk nieznanych sprawców, prawdopodobnie byłych członków francuskiego ruchu oporu.

## W filmie

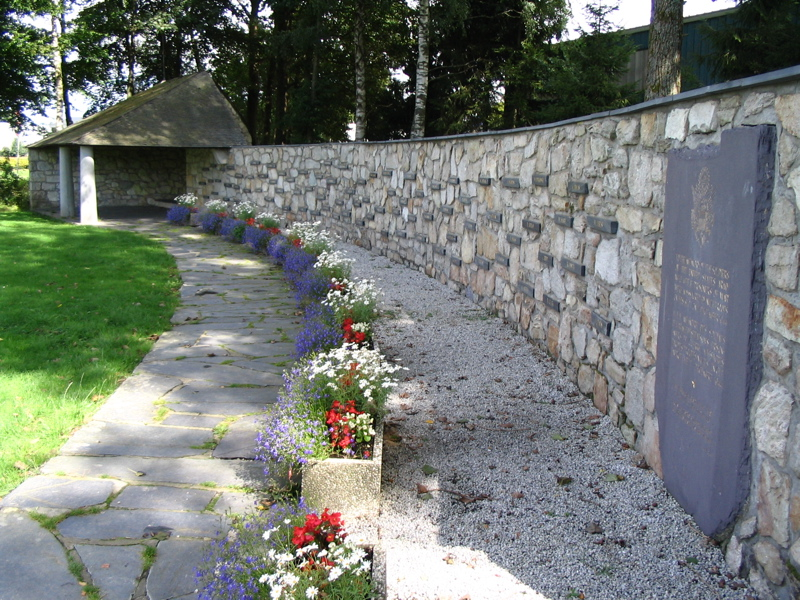
Pomnik ofiar masakry w Baugnez

O masakrze w Malmedy opowiadają filmy Bitwa o Ardeny (Battle of the Bulge) i Na tyłach wroga (Saints and Soldiers).